# 와타나베 다쿠미
와타나베 다쿠미(일본어: 渡辺 匠, 1982년 3월 15일 ~ )는 일본의 전 축구 선수이다.

## 구단 경력
그는 2000년부터 2017년까지 J리그의 가와사키 프론탈레, 몬테디오 야마가타, 로아소 구마모토, 마쓰모토 야마가 FC, 요코하마 FC, 후쿠시마 유나이티드 FC에서 활동하였다.